# جبال أحامر
هو جبل أحمر ذو رؤوس محددة واقع في منطقة حمى ضرية قديماً  يقع شمال غرب قرية الصمعورية 
يبدأ من هذا الجبل شعيب الضبطان ويتجه ناحية الشمال، ويمر شعيب الصمعورية منه من جهة الشرق، ويسيل عنه جهة الشمال الغربي شعيب العاشوقة، وشعيب مفرق.

## اسم الجبل
ذكره الجغرافيون القدماء باسم (أُحامر البغبغية) وقد ذكره سيبويه في الأبنية: اسم جبل بضم الهمزة وبالميم والراء المهملة على وزن أفاعل.
وذكره ابن منطور في لسان العرب في مادة (حمر) وحامر وأحامر، بضم الهمزة: موضعان لا نظير له من الأسماء إلا أجارد  وقال الفيروزبادي في القاموس المحيط: أحامر بالضم جبل وموضع بالمدينة ويضاف إلى البغبغية. وقد أضافه إلى المدينة لأنه على طريق المدينة للخارج من حمى ضرية.
قال الزمخشري: أحامر جبل أحمر وأحامره ردهة وماء أحامر لبغيبغة، فيقال لها «أحامر البغيبغة».

## موقع الجبل
يقع الجبل في منطقة حمى ضرية قديماً، شمال غرب قرية الصمعورية، وارتفاعه يبلغ 1,139 م (3,737 قدم) عن سطح البحر.
يجاوره جبل أم عنيقير، وضليعات النهيدين، ويحده من الشمال: قرية سهلة الكشاشة، وهضاب العاشوقة، ومن الجنوب: الصمعورية والرفائع وضرية، ومن الغرب: جبل شعبى، ومن الشرق: قرية ليم، ومن الجنوب الشرقي: صميعر ومسكة والصمعورية.

## الجغرافيون
قال ياقوت الحموي في معجم البلدان: أحامر البغبغية بضم الهمزة، كأنه من حامر يحامر، فأنا أحامر من المفاعلة، ينظر إليها أشد حمرة، وأحامر جبل أحمر من جبال حمى ضرية، فأحامر الكثير الحمرة.
وقال نصر: أحامر جبل من جبال حمي ضرية يقال له: أحامر البغبغية 

## الأدباء
قال أحدهم: (نبطي) :
عديت بالعبد والعبدة **
وأطالع اللي ورا حامر
قرون خلي على كبده **
مثل السفايف على الضامر 
وقال جميل: (فصحى) :
دعوت أبا عمرو فصدق نظرتي **
وما إن يراهن البصير لحين
وأعرض ركن من أحامر دونهم **
كأن دراه لفعت بسدين 